# Telefonní budka v Mohavské poušti
Telefonní budka v Mohavské poušti byla osamocená telefonní budka v nynější chráněné oblasti Mojave (Mojave National Preserve) v Kalifornii, která se v roce 1997 stala díky internetu pro své neobvyklé umístění známou po celém světě. Budka byla postavena v 60. letech, 24 km od nejbližší dálnice a kilometry od nejbližšího obydlí. Její telefonní číslo bylo původně (714) 733-9969, později došlo ke změně předvolby na 619 a nakonec na 760.

## Historie
Původní budka byla postavena v 60. letech za účelem poskytnutí spojení místním horníkům a lidem žijícím v okolí. Na základě rozhodnutí kalifornské vlády totiž měly být v odlehlých oblastech státu rozmístěny budky, které měly sloužit obyvatelům. Tato budka nacházející se na křižovatce dvou odlehlých prašných cest, pravděpodobně nahradila jinou, která stála asi o 45 km jižněji. Původní rotační telefon byl v 70. letech nahrazen moderním klávesovým.
Původně byl telefon málo používaný a prakticky neznámý a to až do roku 1997, kdy se stal internetovou senzací. Muž z Los Angeles si totiž na mapě všiml ikony zobrazující telefon uprostřed Mohavské pouště a rozhodl se jej navštívit. Příběh o svém výletě a telefonní číslo budky zaslal do undergroundového časopisu, kde si o ní přečetl Godfrey Daniels, který následně založil první internetovou stránku věnovanou této telefonní budce. Brzy se čtenáři začali pokoušet do budky dovolat a někteří dokonce k budce cestovali. Někteří volající si nahráli a uchovali záznamy svých hovorů do budky. Postupem času začala být budka popisována graffiti a mnoho návštěvníků na ní napsalo různé vzkazy.
V roce 1999 popsala reportérka Los Angeles Times setkání s mužem pobývajícím u budky, který tvrdil, že jej Duch svatý pověřil úkolem odpovídat na příchozí hovory. U budky pobýval 32 dní a odpověděl na více než 500 volání, mezi nimiž bylo i několik od osoby, která se představila jako "Seržant Zeno z Pentagonu".

## Odstranění

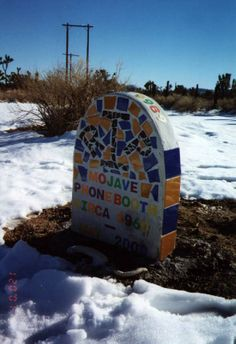
Náhrobek na místě odstraněné telefonní budky

Společnost Pacific Bell odstranila budku 17. května 2000 na návrh Správy národních parků. Dle politiky Pacific Bell bylo telefonní číslo budky navždy vyřazeno. Oficiálním důvodem jejího odstranění byl negativní dopad turistiky k budce na životní prostředí, ale k rozhodnutí přispěl pravděpodobně i tlak nespokojených místních obyvatel stěžujících si na zvýšenou frekvenci dopravy. Na místo byl umístěn památník ve tvaru náhrobku, ale i ten byl později odstraněn správou parku. Dle fanoušků byla budka po svém odstranění z místa kompletně zlikvidována.
Příběh telefonní budky byl inspirací pro film Mojave Phone Booth.